# ادیور، تیروانامالی
ادیور، تیروانامالی (به انگلیسی: Adaiyur, Tiruvannamalai) در هند است که در تامیل نادو واقع شده‌است.

## خصوصیات
ادیور ۱۹٬۵۶۰ نفر جمعیت دارد و ۱۷۱ متر بالاتر از سطح دریا واقع شده‌است.